# Krzysztof Mróz

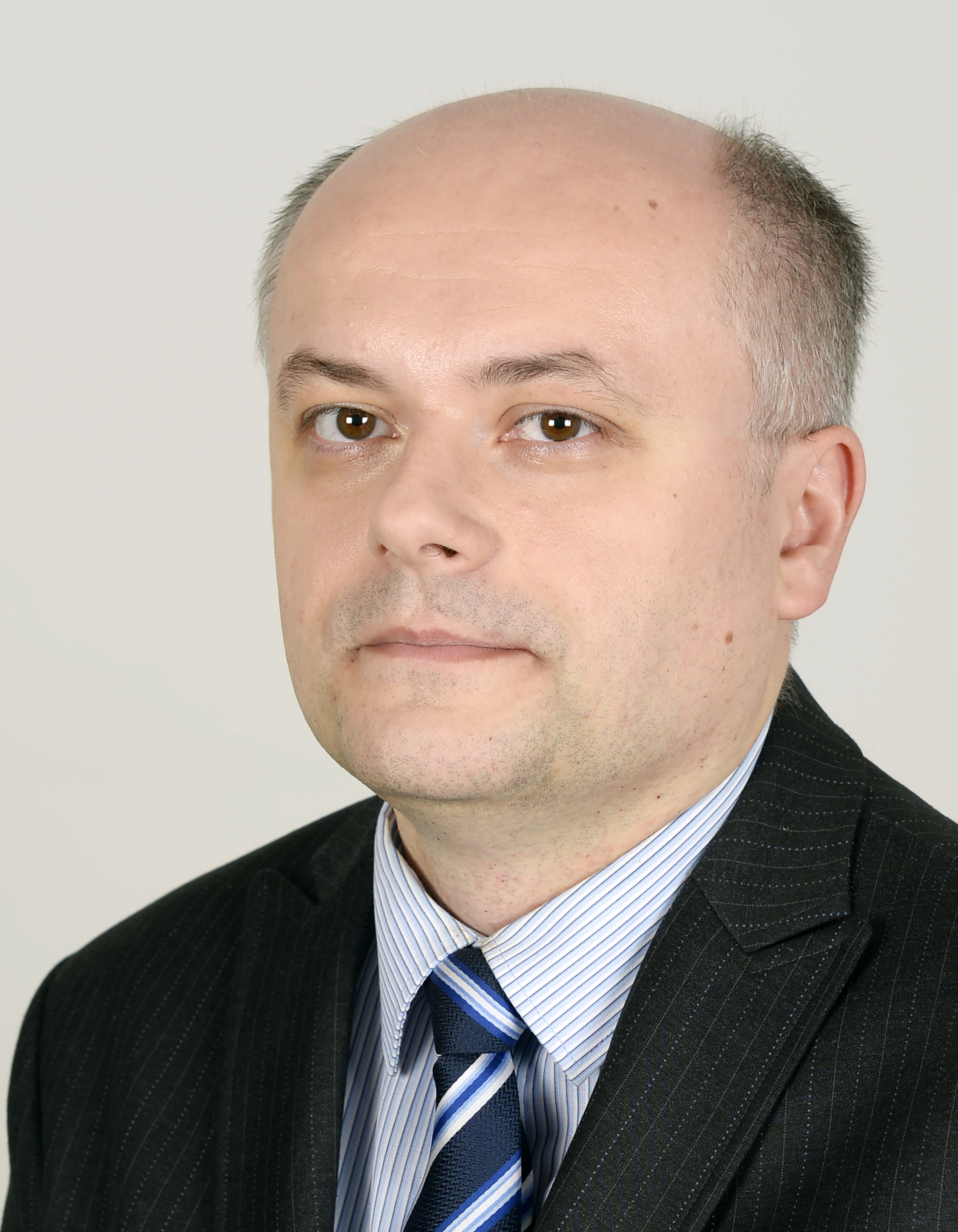
Krzysztof Mróz (2015)

Krzysztof Stanisław Mróz (* 8. Mai 1977 in Jelenia Góra) ist ein polnischer Politiker (PiS). Er war von 2015 bis 2023 Mitglied des Senats der Republik Polen.

## Leben und Beruf
Krzysztof Mróz studierte bis 2003 Wirtschaftswissenschaften mit dem Schwerpunkt Unternehmensführung an der Fakultät für Regionalwirtschaft und Tourismus (Campus in Jelenia Góra) der Oskar-Lange-Wirtschaftsakademie Breslau. Anschließend war er als Büroleiter bei verschiedenen Politikern angestellt: von 2004 bis 2005 und von 2007 bis 2015 leitete er das Büro des Sejm-Abgeordneten Adam Lipiński und von 2005 bis 2007 das Büro von Senator Tadeusz Lewandowski. In den Jahren 2014 und 2015 war er außerdem als Assistent von Dawid Jackiewicz, Mitglied des Europäischen Parlaments, tätig.

## Politik
Bei den Selbstverwaltungswahlen 2006, 2010 und 2014 wurde Mróz jeweils in den Stadtrat von Jelenia Góra gewählt und war dort Fraktionsvorsitzender der Prawo i Sprawiedliwość (PiS). Bei der Parlamentswahl 2015 kandidierte Mróz für ein Mandat im Senat der Republik Polen im Wahlkreis Nr. 2. Er erhielt 31.790 (31,08 %) der gültigen abgegebenen Stimmen und setzte sich unter anderem gegen Hubert Papaj, ebenfalls Mitglied des Stadtrats von Jelenia Góra und Kandidat der Platforma Obywatelska, und Jerzy Pokój, ehemaliger Vorsitzender des Sejmik der Woiwodschaft Niederschlesien und parteiloser Kandidat, durch. Während der IX. Wahlperiode des Senats der Republik Polen gehörte er dem Ausschuss für Kommunal- und Staatsverwaltung als Mitglied und dem Ausschuss für Haushalt und öffentliche Finanzen als stellvertretender Vorsitzender an.
Bei den Selbstverwaltungswahlen in Polen 2018 trat er zur Wahl zum Stadtpräsidenten von Jelenia Góra an und erreichte mit 7329 (23,50 %) der abgegebenen gültigen Stimmen die Stichwahl, bei der er aber deutlich mit 7971 Stimmen (30,21 %) dem Kandidaten der Nowoczesna und der Platforma Obywatelska, Jerzy Łużniak (18.412 Stimmen, 69,79 %), unterlag. Während er 2019 in den Senat wiedergewählt wurde, unterlag er 2023 Marcin Zawiła von der Platforma Obywatelska und schied aus dem Senat aus. Bei den Selbstverwaltungswahlen 2024 wurde er für die PiS in den niederschlesischen Woiwodschaftssejmik gewählt. Bei der Europawahl 2024 bewarb er sich erfolglos um ein Mandat.